# Journal of Graph Theory
Journal of Graph Theory — рецензируемый математический журнал, специализирующийся в теории графов и смежных областях, таких как структуры графов,
алгоритмы на графах с акцентом на теорию и дискретную оптимизацию на графах.
Журнал также охватывает связанные области в комбинаторике и взаимодействии теории графов с другими математическими науками. Публикуется издательством John Wiley & Sons. Журнал
был создан в 1977 году Фрэнком Харари. Главными редакторами журнала являются Пол Сеймур (Принстонский университет) и Карстен Томассен (Датский технический университет).

## Реферирование и индексация
Журнал реферируется и индексируется в Science Citation Index, Scopus и Zentralblatt MATH. Согласно Journal Citation Reports, в 2020 импакт-фактор журнала составлял 0.857.